# Emmanuel A. Kissi
Emmanuel Abu Kissi (ur. 24 grudnia 1938) – ghański przywódca religijny i lekarz.

## Życiorys
Urodził się w Abomosu, w wówczas wciąż znajdującej się pod rządami Brytyjczyków Ghanie. Podjął studia medyczne, specjalizując się w zakresie chirurgii w Londynie. Jako człowiek głęboko religijny usiłował odnaleźć się w rozmaitych kościołach. Poszukiwania te nie przynosiły jednak skutku. Podczas pobytu na Wyspach Brytyjskich zetknął się wraz z żoną z Kościołem Jezusa Chrystusa Świętych w Dniach Ostatnich. Początkowo sceptyczny, po przeczytaniu Księgi Mormona oraz kilku klasycznych pozycji mormońskiej literatury misyjnej zdecydował się na przyłączenie do tej grupy religijnej. Ochrzczony został w 1979 roku, zaledwie rok po zniesieniu motywowanych rasowo ograniczeń w dostępie do mormońskiego kapłaństwa oraz świątyń. Odrzucił propozycję pracy w jednym ze szpitali w Europie, czując, że jego wiedza medyczna oraz doświadczenia religijne potrzebne są w Ghanie.
Odegrał istotną rolę w rozwoju ghańskiego mormonizmu. Posługiwał w rozmaitych powołaniach, w tym jako prezydent gminy, prezydent dystryktu, czy członek prezydium misji mormońskiej z siedzibą w Akrze. Był także regionalnym reprezentantem. Między czerwcem 1989 a listopadem 1990 roku stał na czele struktur kościelnych w Ghanie, po tym jak rząd przejął miejscowy majątek kościelny oraz wydalił wszystkich zagranicznych misjonarzy. Wraz z żoną prowadzi w Akrze Deseret Hospital. Placówka ta nawiązywać ma swoją nazwą do Księgi Mormona, zwłaszcza zaś do pojawiającego się na jej kartach jeredyckiego słowa mającego oznaczać pszczołę miodną.